# Tror på dig
"Tror på dig", skriven av Heinz Liljedahl, Caroline af Ugglas och Mattias Torell, är titeln på den låt som Caroline af Ugglas framförde i den svenska Melodifestivalen 2007. Låten kom på sjätte plats vid deltävlingen i Gävle, och åkte då ur Melodifestivalen. Den 7 mars 2007 gavs singeln "Tror på dig" ut. Den placerade sig som högst på 12:e plats på den svenska singellistan.

## Låtlista
1. Tror på dig
2. Tror på dig (singback)
3. Tror på dig (instrumental)
4. En del av mitt hjärta

## Listplaceringar
| Lista (2007) | Topplacering |
| ------------ | ------------ |
| Sverige      | 12 .         |